# (34653) 2000 WJ144
2000 WJ144 (asteroide 34653) é um asteroide da cintura principal. Possui uma excentricidade de 0.12470050 e uma inclinação de 13.05254º.
Este asteroide foi descoberto no dia 21 de novembro de 2000 por NEAT em Haleakala.